# Ghizlane Chebbak
Ghizlane Chebbak (arabisch غزلان شباك, DMG Ġizlān Šabbāk; * 22. August 1990 in Casablanca) ist eine marokkanische Fußballspielerin.

## Karriere

### Klub
Den Grundstein ihrer Karriere legte sie bei Raja Casablanca, bei dem sie bis Ende 2010 aktiv war. Danach schloss sie sich im Januar 2011 in Ägypten dem Misr El Maqasa SC an. Nach der dortigen Revolution kehrte sie aber schnell in ihr Heimatland zurück und lief hier nun für CM Laâyoune FF auf. Hier blieb sie bis zum Sommer und wechselte danach zum Nassim Club Sportif. Für diesen war sie nun etwas länger aktiv. Seit Sommer 2013 steht sie nun aber bei der AS FAR Rabat unter Vertrag. Bis auf das Jahr 2015 wurde sie hier dann in jedem weiteren Jahr seitdem Meisterin mit ihrem Team.

### Nationalmannschaft
Mit der marokkanischen A-Nationalmannschaft nahm sie am Afrika-Cup 2022 teil, wo sie mit ihrer Mannschaft das Finale erreichte, dort jedoch gegen Südafrika unterlag. Dies reichte aber aus, damit sich ihre Mannschaft für die Weltmeisterschaft 2023 qualifizierte. Zudem wurde sie mitsamt Hildah Magaia und Rasheedat Ajibad gleichzeitig durch ihre drei Tore Torschützenkönigin.